# 가야금
가야금(伽倻琴)은 한국의 전통 현악기로 거문고와 비슷하나 다른 말로 가얏고라고도 한다. 증보문헌비고에 의한 악기 분류 중 사부(絲部)에 속한다.
오동나무 통에 명주실로 된 열두 줄을 매어 손가락으로 뜯는 악기이다. 하지만 개량 가야금에서는 18현,25현,24현등 줄의 개수를 늘려 사용하기도 한다. 줄풍류를 비롯하여 가곡반주·가야금산조·가야금병창 등에서 연주된다.
가야금은 동아시아 전역에 널리 퍼져 있는 롱 지터(long zither)류의 전통악기 중 하나이다. 중국의 쟁(筝)과 슬(瑟）, 일본의 고토(琴/箏), 베트남의  단트란(彈筝), 몽골의 야탁(yatga)과 카자흐스탄의 제티겐(jetigen) 등이 여기에 해당한다.
거문고의 소리가 꿋꿋하고 아정한 데 비하여 가야금 소리는 부드럽고 감정적이며 따뜻한 음색을 가지고 있다. 한국인에게 가장 많이 사랑받는 악기 중의 하나이다.
현재 관람객들에게 일반 공개된 조선의 역사를 품은 경복궁은 안내 방송을 시작할 때 가야금 소리를 내며 방송을 한다는것을 알리기도 한다.

## 구조
가야금의 기본 구조는
1. 좁고 긴 오동나무 공명동(共鳴胴)에 명주실로 꼰 12개의 줄을 매는데, 줄의 굵기가 순차적으로 가늘게 되어 있다.
2. 공명판 위쪽에 줄을 거는 나지막한 받침목, 즉 현침(絃枕 : 擔棵라고도 함)을 붙이고, 그 옆에 뚫린 12개의 작은 구멍에 줄의 한 끝을 꿰어 공명동 후면에서 돌괘(일명 軫棵라고도 함)라고 불리는 작은 나무실패에 매어 고정시킨다. 줄의 다른 끝을 현침에 걸어 공명판 아래쪽으로 보내서 줄마다 12개의 밧줄, 즉 부들(일명 染尾) 끝에 맨다.
3. 부들을 공명판 하단의 꼬리에 뚫려 있는 12개의 구멍에 꿰고 잡아당겨 줄을 팽팽하게 강도를 맞추어 고정시킨다.
4. 줄마다 그 중간을 나무기둥, 즉 안족(雁足 : 일명 柱 또는 歧棵라고도 함)으로 받쳐 놓고 좌우로 움직여 현침에서 안족까지의 줄의 길이로 조율하는데, 줄이 가늘어짐에 따라 받쳐 놓는 안족도 낮은 것이 사용된다.

법금과 산조가야금은 크기도 다르지만 공명동의 구조도 다르다. 법금은 이은 데가 없이 하나의 오동나무 판을 끌로 파서 만들고, 부들을 고정시키는 공명동 하단의 꼬리가 T자형의 양이두(羊耳頭)로 되었지만 (［그림 1］) , 산조가야금은 거문고처럼 오동나무 앞판에 밤나무로 된 뒤판을 붙여서 만들고, 양이두 대신 봉미(鳳尾)라고 불리는 조그마한 꼬리를 붙인다.
법금은 공명동의 길이가 151cm, 너비 28.5cm이며, 후면에 패인 공명실(共鳴室) 입구의 길이가 122cm, 너비가 17cm이다. 산조가야금은 공명동의 길이가 136cm이며, 너비가 상단은 18cm이나 하단은 약간 넓어져서 21cm이며, 후면에 세 개의 소리구멍을 두는데, 중간 것은 장방형으로 제일 크고 위의 것은 초생달, 아래의 것은 해 모양으로 되었다.
법금의 양이두는 목의 높이가 6.2cm, 윗부분의 좌우 너비가 41.5cm이며, 산조가야금의 봉미는 길이 22.8cm, 너비 6.6cm이다. 안족은 제일 높은 것이 7cm, 제일 낮은 것이 6.5cm이다. 안족은 단단하고 무늬가 없는 나무를 사용하는데, 현재는 배나무를 최상으로 친다 (［그림 2］) .
부들은 두께 0.6cm, 길이 134cm 정도로 면사로 꼬아 만드는데, 짙은 청색이나 남색으로 물들인다. 가야금줄은 명주 생사로 꼬는데, 법금의 제일 굵은 줄은 생사 80종짜리 114올, 제일 가는 줄은 54올, 산조가야금의 제일 굵은 줄은 96올, 제일 가는 줄은 42올을 쓰며 세 가닥으로 나누어 꼰다.

## 역사
삼국사기에는 가야의 가실왕(嘉實王)의 명령을 받아 우륵이 가야금에 연주될 곡들을 만들었고, 악기는 가실왕이 제작했다는 기록이 있다.
가야 가실왕 때에 중국 악기를 보고 만들었다고 전하지만 그 이전 변한·진한·신라에 가야금과 비한 악기가 있었다는 기록이 있는 것으로 미루어 '고'라는 이름을 가진 악기가 가야금 원형으로 고대 한국에 있었다는 학설이 있다. 가실왕은 이 '고'라는 악기에 중국의 쟁(箏)을 본떠서 개작한 것이라고 추측하기도 한다. 가실왕은 우륵(于勒)에게 명하여 하가라도·상가라도·보기·달기·사물·물혜·하기물·사자기·거열·사팔혜·이사·상기물 12곡을 짓게 했다. 가야국이 어지러워지자 우륵은 신라에 건너가 진흥왕의 명을 받아 계고(階古)·법지(法知)·만덕(萬德)에게 전수하였는데 제자들은 12곡에서 아정한 5곡으로 줄였다.
일부 학자들은 고고학적 증거를 바탕으로 가야금의 등장을 3세기나 기원전 1세기까지 추정하기도 한다.

## 종류 및 특징
가야금에는 고형(古形)을 지닌 풍류(風流)가야금과 개조된 형태를 지닌 산조(散調)가야금이 있다.
전통 가야금은 정악가야금(법금, 풍류가야금)과 산조가야금이라는 12현이지만, 최근 들어 15현, 17/18현, 21/22현, 25현의 개량 가야금도 쓰이고 있다. 모든 줄이 안족(기러기발)에 얹혀 있어 음의 높낮이를 조절할 수 있다. 가야금의 울림통은 오동나무이고 12개의 현은 명주실로 만든다. 정악 가야금은 오동나무의 뒷면을 파고 안족을 얹혀 만드는데, 주로 줄풍류나 가곡반주에 쓰였다.하배황(㣴,Eb)부터 중(仲,Ab)까지를 연주할 수 있다. 산조가야금은 산조나민요, 시나위 합주에 쓰기 편하도록 줄 사이가 좁고 길이도 짧게 만든 가야금이다.

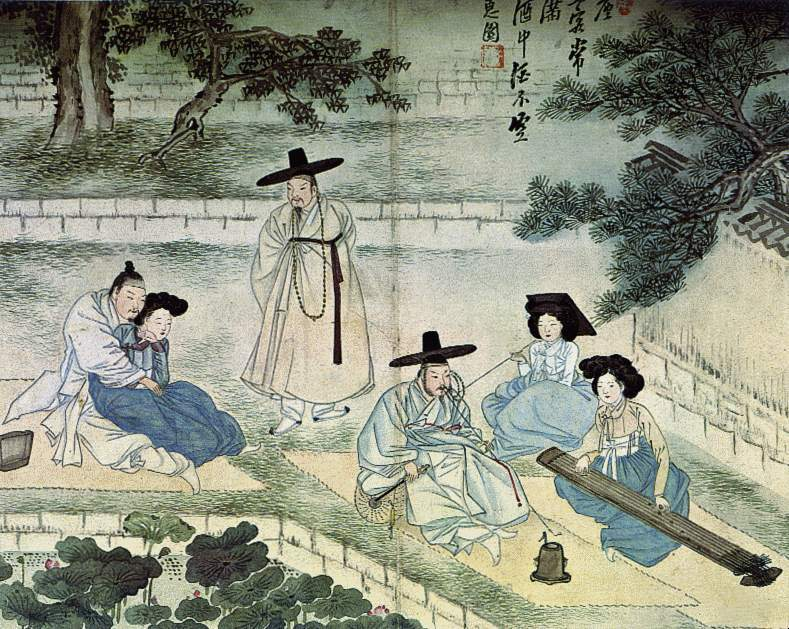
청금상련, 신윤복 (1758?~1817?)

### 풍류가야금
정악(正樂)에 쓰이는 것으로 일명 법금(法琴)이라고 하는데, 법금은 원래 오동 통나무로 뒷면을 파서 공명통을 만들고 꼬리에 양쪽이 쭉 뻗은 양이두(羊耳頭)가 달린 형태를 가졌다. 오늘날 풍류가야금은 보통 윗면이 오동판, 아랫면은 거문고처럼 밤나무판으로 되었고 꼬리에 양이두가 좁게 축소되어 있다. 판의 길이는 5자(五尺) 4치(寸), 넓이는 8치 5푼(分이)며 머리쪽에는 현침(絃枕)이 걸려있고 그 옆에 구멍이 뚫려 있어서 담괘를 달고 줄 한끝을 매게 되어 있다. 줄의 다른 끝은 무명으로 된 굵은 부들이 달리고부들을 꼬리에 매고, 맨 나머지는 양이두에 감는 것이었으나 요새는 그냥 서로 얽어 맺기도 한다. 줄은 12줄로 줄 사이는 6푼(分)이 된다. 줄은 안족(雁足)을 세워 줄을 버티고 안족을 좌우로 움직여 조율(調律)한다. 줄은 제1현이 가장 굵고 차츰 가늘어진다. 타는 법은 왼손으로 안족 바깥을 식지와 장지로 가지런히 모아 눌러서 농현(弄絃)한다. 엄지·무명지·소지는 자연스럽게 편다. 오른손은 주로 식지·엄지·장지로 줄을 현침 가까이 뜯는다. 소지는 항상 현침 옆에 뉘인다.

### 산조가야금
풍류가야금보다 줄 사이가 좁고 전체 크기도 약간 작다. 가야금 조현법은 정악식(正樂式)과 산조식(散調式)이 있다. 정악식은 다음과 같다. 제1현 황종·내림마(E flat) 제2현 태주·바(F) 제3현 중려·내림가(A flat) 제4현 임종·내림나(B flat) 제5현 황종·내림마(e flat) 제6현 태주·바(f) 제7현 중려·내림가(a flat) 제8현 임종·내림나(b flat) 제9현 남려·다1(c1) 제10현 황종·내림마1(e1 flat) 제11현 태주·바1(f1) 제12현 중려·내림가1(a1 flat) 위 조현법은 이른바 평조(平調) 조현법인데 그 밖에 계면조(界面調) 조현법, 우조(羽調) 조현법이 있다. 산조 조현법은 다음과 같다. 제1현 청·사(G) 제2현 흥·다(c) 제3현 둥·라(d) 제4현 당·사(g) 제5현 동·가(a) 제6현 징·다1(c1) 제7현 땅·라1(d1) 제8현 지·마1(e1'f1') 제9현 찡·사1(g1) 제10현 칭·가1(a1) 제11현 쫑·다2(c2) 제12현 쨍(쫑)·라2(d2) 산조가야금은 연주자에 따라서 음높이도 다르고 기보법도 다르다. 산조의 계명청 및 시나위청은 흥·다(c), 징·다1(c1), 쫑·다2(c2)이고 사람에 따라서는 '다'음을 '사'음으로 5도 올려 적기도 한다.

## 연주법
연주법은 바르게 앉은 뒤 오른편 무릎위에 가야금의 윗부분을 올려놓고, 오른손은 엄지, 집게, 중지 등으로 뜯고 퉁기며 소리를 내고, 왼손은 안족 바깥쪽 부분의 오른손으로 눌렀던 줄을 눌렀다 놓았다 하며 소리를 낸다.

## 가야금 산조
한국의 가야금 산조는 가야금의 유일한 독주곡이다. 작곡자의 이름을 딴 유파로 구분하여 부른다. 대표적인 유파로는 성금련류, 강태홍류, 김죽파류, 최옥삼류, 김병호류, 김윤덕류,서공철류, 황병기류, 유희자류 등 이  있다.1968년 12월 21일 중요 무형문화재 제23호 가야금 병창 및 산조로 지정되었다.

## 같이 보기
- 한국 전통 음악
- 가야금 산조
- 가야금산조보존연구회
- 가야금병창보존회
- 신관용류 가야금산조
- 김병호류 가야금산조
- 강태홍류 가야금산조
- 성금연류 가아금산조